# Portugalska ladjica
Portugalska ladjica (znanstveno ime Physalia physalis) je ožigalkar iz razreda trdoživnjakov. Ta morski nevretenčar ima v ožigalkah močan toksin, ki lahko povzroči tudi smrt pri človeku.
Dolžina telesa je 9-35 cm, dolžina lovk običajno 15m, v zelo redkih primerih pa so lahko dolge do 50m. Živijo nekaj mesecev.

## Prehranjevanje
Pod plinskimi mehurji portugalske ladjice se nahajajo trume polipov, od katerih visi navzdol veliko število lovk. Nekatere teh lovk imajo ožigalke, ki vsako majhno ribo, ki pride v bližino, omrtvijo. Ožigalke imajo tudi mišice in takoj, ko je plen omamljen, ga dvignejo h koloniji polipov, ki leži pod plinskim mehurjem. Tukaj se spravijo nad plen posebni polipi za hranjenje ter ga použijejo. Portugalska ladjica zgrabi vsako ribo, ki jo lahko obvlada. 
Ne glede na to goji poseben odnos z majhno ribico, imenovano okroglorepko, ki ji pomaga pri lovljenju plena. 
Portugalska ladjica je oborožena z velikim številom nematocistov (ožigalk). Vsaka vsebuje zavito votlo cevčico, ki je prevlečena s tankimi dlačicami. Vsak pritisk na izrastek kot npr. bežen dotik ribe, ki plava mimo, sproži mehanizem. Ožigalke se izstrelijo kot majhne harpune v plen, vendar ostanejo povezane z lovkami. Vsebujejo nevaren strup, ki je podoben strupu kobre. Ribe od njega poginejo, pri človeku pa povzroči vročico, šok ter težave z dihanjem.

## Življenje
Portugalske ladjice zasledimo v toplih svetovnih morjih, pogosto v skupinah na tisoče.Njihovi bleščeči barvni plinasti mehurji, ki prepuščajo svetlobo, gledajo približno 15 centimetrov iz vode ter delujejo kot jadro. Še bolj izredno pa je to, da lahko žival, da obdrži določeno smer, križari celo diagonalno na veter. To ožigalko se običajno najde v bližini morske obale, medtem ko se v toplejših morjih pusti odnesti celo do zemeljskih tečajnikov. Vendar pa jo močni, na obalo usmerjeni vetrovi, lahko spihajo tudi na kopno.
Veliki plinski mehur je napolnjen pretežno z dušikom in služi kot jadro. V nevihtnem vremenu pa se zrak lahko izpusti, da se meduza lahko potopi malo pod površino vode, kjer je varna pred vetrom in vremenom.
Malo je znanega o tem, kako občutljiva je portugalska ladjica na onesnaževanje morja in na zmanjšano število rib, vendar pa sedaj ta vrsta ni neposredno ogrožena.

### Razmnoževanje
Kako se portugalska ladjica razmnožuje še ni popolnoma pojasnjeno. Vsekakor pa je znano, da se znotraj kolonije nahajajo polipi, ki so pristojni za razmnoževanje. Iz teh nastajajo na nespolni način nove kolonije. Gledano tako, se lahko vsaka portugalska ladjica vedno ponovno razmnožuje sama, kar bi lahko obrazložilo njihovo ogromno število. Poleg tega se tudi predvideva, da portugalska ladjica ob smrti izloči jajčeca ter spermije v morje, iz oplojenih jajčec se zopet razvijejo nove ožigalke.

## Razširjenost
Najdemo jih povsod v toplih morjih sveta, najbolj pa je razširjena v zalivskem toku severnega Atlantika v subtropskih vodah Indijskega in Tihega oceana.